# Ahvenjärvi (sjö i Finland, Lappland, lat 67,62, long 25,27)
Ahvenjärvi är en sjö i Finland. Den ligger i kommunen Kittilä i landskapet Lappland, i den norra delen av landet, 800 km norr om huvudstaden Helsingfors. Ahvenjärvi ligger 196 meter över havet.'LMV'/>Arean är 14,3 hektar och strandlinjen är 1,79 kilometer lång. Sjön  ingår i Kemi älvs huvudavrinningsområde. 